# Seymour Mullings
Seymour St. Edward „Foggy“ Mullings OJ CD (* 12. Mai 1931 in Cave Valley, Saint Ann Parish; † 9. Oktober 2013 in Kingston) war ein jamaikanischer Diplomat und Politiker der People’s National Party (PNP), der unter anderem zwischen 1993 und 2001 Vize-Premierminister sowie zugleich von 1995 bis 2000 Außenminister war.

## Leben
Mullings arbeitete nach dem Besuch des Jamaica College in Saint Andrew Parish seit Ende der 1940er Jahre als Jazz-Pianist und spielte mit Musikern wie Don Drummond und Wilton Gaynair sowie in Bands wie Clue J & His Blues Blasters.
Er wurde als Kandidat der People’s National Party (PNP) bei einer Nachwahl 1969 erstmals zum Mitglied des Repräsentantenhauses gewählt und vertrat in diesem bis zum Wahlboykeit der PNP bei den Wahlen vom 15. Dezember 1983 den Wahlkreis South Eastern St. Ann.
1979 wurde er von Premierminister Michael Manley erstmals in eine Regierung berufen und bekleidete zunächst für kurze Zeit das Amt des Landwirtschaftsministers, ehe er anschließend von 1979 bis zum Ende von Manleys Amtszeit am 1. November 1980 nach der Niederlage bei den Wahlen vom 30. Oktober 1980 das Amt des Ministers für Gesundheit und soziale Sicherheit innehatte.
Bei den Wahlen zum Repräsentantenhaus vom 9. Februar 1989 wurde Mullings für die PNP im Wahlkreis South Eastern St. Ann wieder zum Mitglied des Repräsentantenhauses gewählt, dem er nunmehr bis 2001 angehörte.
Nach dem Wahlsieg der PNP und dem Amtsantritt Manleys als Premierminister am 13. Februar 1989 wurde Mullings 1989 zunächst Finanzminister, ehe er im Rahmen einer Regierungsumbildung 1990 erneut Landwirtschaftsminister wurde und dieses Amt bis 1995 auch unter Percival J. Patterson bekleidete, der am 30. März 1992 das Amt des Premierministers von Manley übernommen hatte. Zugleich bekleidete er zwischen 1993 und 2001 das Amt des Vize-Premierministers in der Regierung Patterson und war zudem auch noch von 1995 bis 2000 Außenminister Jamaikas.
Nach seinem Ausscheiden aus Regierung und Parlament wurde Mullings, dem Order of Jamaica verliehen wurde, am 6. November 2001 als Nachfolger von Richard Leighton Bernal Botschafter in den Vereinigten Staaten und bekleidete diesen diplomatischen Posten bis zu seiner Ablösung durch Gordon Shirley am 12. Juli 2004. Bei den Wahlen vom 16. Oktober 2002 gewann seine Parteifreundin Aloun Assamba im Wahlkreis South Eastern St. Ann den Sitz im Repräsentantenhaus.
Ihm zu Ehren wurde 2012 der Seymour Mullings Boulevard in Saint Ann Parish benannt.